# Сиріана
«Сиріана» (англ. Syriana) — американський драматичний трилер режисера Стівена Ґеґгена (був також сценаристом), що вийшов 2005 року. У головних ролях Джордж Клуні, Кайван Новак.
Продюсерами були Дженніфер Фокс, Джорджія Какендес. Вперше фільм продемонстрували 23 листопада 2005 року у США.
В Україні прем'єра фільму відбулась 23 лютого 2006 року.

## Сюжет
Американська нафтова компанія «Connex» втрачає свій вплив на Середньому Сході внаслідок передачі прав на буріння китайській стороні. Тому вона задумує злиття із малою нафтовою компанією «Killen», що має права на буріння у Казахстані. Новоутворена «Connex-Killen» наймає юридичну фірму «Sloan Whiting» для полегшення злиття.

## У ролях
| Актор             | Персонаж                                          | Роль                                                |
| ----------------- | ------------------------------------------------- | --------------------------------------------------- |
| Кайван Новак      | Араш (англ. Arash)                                |                                                     |
| Джордж Клуні      | Роберт «Боб» Барнс (англ. Robert "Bob" Barnes)    | ветеран ЦРУ, працює на Середньому Сході             |
| Крістофер Пламмер | Дін Вайтінґ (англ. Dean Whiting)                  | куруючий партнер юридичної компанії «Sloan Whiting» |
| Джеффрі Райт      | Беннет Голідей (англ. Bennett Holiday)            | адвокат, що розслідує злиття двох нафтових компаній |
| Кріс Купер        | Джіммі Поуп (англ. Jimmy Pope)                    | власник нафтової компанії «Killen»                  |
| Роберт Фоксворт   | Томмі Бартон (англ. Tommy Barton)                 |                                                     |
| Метт Деймон       | Браян Вудмен (англ. Bryan Woodman)                | енергетичний експерт, живе у Швейцарії              |
| Аманда Піт        | Джулі Вудмен (англ. Julie Woodman)                | дружина Браяна                                      |
| Амр Вакід         | шейх Мугаммед Аґіза (англ. Muhammad Sheikh Agiza) | ісламський священнослужитель в Єгипті               |
| Тім Блейк Нельсон | Денні Далтон (англ. Danny Dalton)                 |                                                     |
| Вільям Герт       | Стен (англ. Stan)                                 |                                                     |
| Жослін Ківрен     | Вінсент (англ. Vincent)                           |                                                     |
| Джейн Аткінсон    |                                                   | начальниця підрозділу                               |

## Сприйняття

### Критика
Фільм отримав позитивні відгуки: Rotten Tomatoes дав оцінку 72 % на основі 193 відгуків від критиків (середня оцінка 6,9/10) і 65 % від глядачів із середньою оцінкою 3,3/5 (206,842 голоси), сказавши, що «амбітна, складна, інтелектуальна, і вимоглива до своєї аудиторії „Сиріана“ є одночасно захопливим геополітичним трилером і дзвінком для пробудження, щоб пишатися собою», Internet Movie Database — 7,0/10 (81 520 голосів), Metacritic — 76/100 (40 відгуків критиків) і 7,9/10 від глядачів (334 голоси).

### Касові збори
Під час показу у США протягом першого (вузького, зі 23 листопада 2005 року) тижня фільм показали у 5 кінотеатрах і він зібрав $374,502, що на той час дозволило йому зайняти 22 місце серед усіх прем'єр. Наступного (широкого, зі 9 грудня 2005 року) тижня фільм показали у 1,752 кінотеатрах і він зібрав $11,737,143 (2 місце). Показ протривав 149 днів (21,3 тижня) і закінчився 20 квітня 2006 року, зібравши у прокаті у США $50,824,620, а у світі — $43,150,000, тобто $93,974,620 загалом при бюджеті $50 млн.

### Нагороди та номінації[9]
| Рік  | Нагорода                                           | Категорія                                        | Номінант         | Результат |
| ---- | -------------------------------------------------- | ------------------------------------------------ | ---------------- | --------- |
| 2006 | 78-а церемонія вручення нагороди «Оскар»           | Найкраща чоловіча роль другого плану             | Джордж Клуні     | Перемога  |
| 2006 | 78-а церемонія вручення нагороди «Оскар»           | Найкращий оригінальний сценарій                  | Стівен Ґеґген    | Номінація |
| 2006 | Премія БАФТА у кіно                                | Найкраща чоловіча роль другого плану             | Джордж Клуні     | Номінація |
| 2006 | 63-тя церемонія вручення нагороди «Золотий глобус» | Найкраща чоловіча роль другого плану — кінофільм | Джордж Клуні     | Перемога  |
| 2006 | 63-тя церемонія вручення нагороди «Золотий глобус» | Найкраща музика до фільму                        | Алекзандр Деспла | Номінація |
| 2006 | Премія Гільдії сценаристів США                     | Найкращий адаптований сценарій                   | Стівен Ґеґген    | Номінація |